# Luigi Bonavoglia
Luigi Bonavoglia (Brindisi, 10 settembre 1919 – Roma, 21 giugno 2005) è stato un ingegnere italiano.
È stato direttore tecnico di SIRTI, tuttora la principale azienda italiana di realizzazione e manutenzione di reti telefoniche, direttore generale di CSELT, il più importante centro di ricerca italiano nel campo delle Telecomunicazioni (e uno dei più rilevanti a livello mondiale), che contribuì in maniera determinante a sviluppare e a collegare con il resto dell'industria italiana e internazionale, e infine fondatore, direttore e amministratore della Scuola Superiore Guglielmo Reiss Romoli dell'Aquila, centro di formazione delle telecomunicazioni italiane, di cui divenne Presidente e "garante" per tutta la sua carriera.

## Biografia
Laureatosi in Ingegneria Elettrotecnica nel 1941 e in Ingegneria Aeronautica nel 1945 presso l'Università La Sapienza di Roma, si trasferì a Milano dove nel volgere di pochi anni divenne direttore tecnico della SIRTI; in questo periodo Bonavoglia promosse e supervisionò la progettazione di numerosi ponti radio, necessari per ripristinare in maniera efficiente le comunicazioni telefoniche durante la ricostruzione post-bellica. Partecipò attivamente anche al ripristino delle infrastrutture di telecomunicazione dopo la catastrofica alluvione del Polesine nel 1951.  Nel 1949 aveva sposato Maria Sacco, figlia del generale Luigi Sacco. 
Nel 1967 venne nominato direttore generale presso lo CSELT di Torino e l'anno successivo Presidente dello stesso. Durante la sua direzione, il centro - nato inizialmente con l'esigenza di unificazione e standardizzazione della rete telefonica nazionale allora in corso - conobbe un primo sviluppo ed assurse a notorietà internazionale grazie all'introduzione dello studio sperimentale di numerosi campi applicativi, quali ad esempio gli stessi ponti radio (argomento della prima commessa internazionale di CSELT con la statunitense Corning), a seguire le fibre ottiche, la commutazione numerica e la codifica del segnale vocale. Fu proprio Bonavoglia a promuovere e coordinare le attività di ricerca CSELT all'interno del suo Gruppo IRI - STET, attraverso il Comitato Tecnico di cui ispirò la creazione e di cui rimase membro attivo fino alla fine della carriera. Nel 1968 ottenne anche la cattedra di "Trasmissione Telefonica" presso il Politecnico di Torino.
Nel 1976 divenne direttore della nascente Scuola Superiore Guglielmo Reiss Romoli dell'Aquila, aperta ufficialmente nel 1977: anche questo istituto arrivò presto alla notorietà a livello internazionale. Bonavoglia rimase presso la Scuola fino al 1991, con la carica di Presidente.
Bonavoglia ricoprì diverse cariche in diversi enti e aziende: ad esempio, fu presidente della Fondazione Guglielmo Marconi, fu membro del consiglio del Ministero delle Poste e Telecomunicazioni, Presidente di STMicroelectronics (dal 1979 al 1991), e così via.
Nel 1991 lasciò la maggior parte delle cariche, ma mantenne, dal 1967, sempre ruoli di supervisione o di controllo in particolare presso CSELT fino al 1998. Morì di cancro nel 2005.
Nel 1994 ha curato il volume "Trent'anni di CSELT" per l'editore aziendale del centro omonimo, con il contributo di numerosi ricercatori del centro stesso: tale volume costituisce una ampia panoramica delle numerose attività di CSELT.
Durante la sua carriera ha scritto una cinquantina di pubblicazioni scientifiche nel campo delle telecomunicazioni su riviste del settore.

## Riconoscimenti
- Premio Internazionale delle Comunicazioni Cristoforo Colombo, attribuitogli nel 1992, in occasione del cinquecentesimo anniversario della Scoperta dell'America. Il premio, detto anche Medaglia Colombiana, istituito dal Comune di Genova nel 1954, che "viene conferito, ogni anno, a chi abbia maggiormente contribuito al progresso delle comunicazioni, intese come mezzo di sviluppo economico e civile e di avvicinamento e collaborazione tra i popoli".[4]

## Opere
- Luigi Bonavoglia (a cura di), CSELT trent'anni (PDF), Torino, CSELT, 1995.
- Luigi Bonavoglia, Il Segnale telefonico, Coppito, 1991, ISBN 8885280099.
- Luigi Bonavoglia, Le telecomunicazioni in Italia e il Museo della Sirti, Edizioni Bariletti, 1992.
- Luigi Bonavoglia, Una storia: dal primo telefono alla rete globale, Edizionii Bariletti, 1996.

## Pubblicazioni
- (EN) Luigi Bonavoglia, Augusto De Flammineis e Alberto Loffreda, Modular multiloop networks: a survey of routing and switching methods, in Alta frequenza, vol. 54, n. 1, 1985,  pp. 6-19.